# Ferrière-sur-Beaulieu
Pour les articles homonymes, voir Ferrière et Beaulieu.
Ferrière-sur-Beaulieu est une commune française du département d'Indre-et-Loire, dans la région Centre-Val de Loire.

## Géographie

### Localisation et communes limitrophes
En bordure sud-ouest de la forêt de Loches qui compose une partie de son territoire, Sennevières fait partie de l'aire urbaine, de la zone d'emploi et du bassin de vie de Loches. Elle est intégrée au canton de Loches ; les deux chefs-lieux communaux sont séparés de 3,4 km.
| Chambourg-sur-Indre | Saint-Quentin-sur-Indrois | Genillé     |
| Loches              | Ferrière-sur-Beaulieu     |             |
| Beaulieu-lès-Loches | Perrusson                 | Sennevières |

### Géologie et relief
Les terrains rencontrés à Ferrière-sur-Beaulieu sont exclusivement sédimentaires. Le plus ancien d'entre eux est le tuffeau jaune du Turonien supérieur (C3c) mais il n'affleure qu'à l'ouest du territoire dans les vallées de deux ruisseaux qui ont creusé leur lit jusqu'à son niveau. Une épaisse couche d'agiles à silex du Sénonien (As) le recouvre ; elle constitue la strate affleurante la plus couramment rencontrée. Elle est à son tour recouverte, par places, par des formations détritiques éocènes (eS) ou, à plus grande échelle, par des limons des plateaux quaternaires. Les buttes limoneuses, au sud de Ferrière, culminent à 137, voire 144 m d'altitude. Le point le plus bas se trouve dans le vallon du ruisseau de Ferrière, à 75 m d'altitude.
La commune de Ferrière-sur-Beaulieu affecte sensiblement la forme d'un trapèze isocèle dont le base, du nord-ouest au sud-est, est constituée par la route Georges d'Amboise en forêt de Loches. Sa superficie est de 1 693 ha, un peu supérieure à la moyenne nationale de 1 488 ha. Le chef-lieu communal est fortement décentré vers le sud-ouest.

### Hydrographie
Trois ruisseaux prennent naissance dans la forêt de Loches dans la partie est de Ferrière-sur-Beaulieu pour se jeter dans l'Indre à un kilomètre environ de la limite communale ouest. C'est sur la rive sud du plus important d'entre eux, le ruisseau de Ferrière, qu'est bâti le bourg.
Trois zones humides ont été répertoriées sur la commune par la direction départementale des territoires (DDT) et le Conseil départemental d'Indre-et-Loire : « les étangs de Ferrière », « l'étang du Carrefour de la Pyramide des Chartreux » et « la vallée du Ruisseau de Boutineau »,.

### Climat
Pour des articles plus généraux, voir Climat du Centre-Val de Loire et Climat d'Indre-et-Loire.
En 2010, le climat de la commune est de type climat océanique altéré, selon une étude du CNRS s'appuyant sur une série de données couvrant la période 1971-2000. En 2020, Météo-France publie une typologie des climats de la France métropolitaine dans laquelle la commune est toujours exposée à un climat océanique altéré et est dans la région climatique Moyenne vallée de la Loire, caractérisée par une bonne insolation (1 850 h/an) et un été peu pluvieux.
Pour la période 1971-2000, la température annuelle moyenne est de 11,6 °C, avec une amplitude thermique annuelle de 14,9 °C. Le cumul annuel moyen de précipitations est de 720 mm, avec 11,1 jours de précipitations en janvier et 6,8 jours en juillet. Pour la période 1991-2020, la température moyenne annuelle observée sur la station météorologique de Météo-France la plus proche, sur la commune de Perrusson à 5 km à vol d'oiseau, est de 12,3 °C et le cumul annuel moyen de précipitations est de 730,3 mm,. Pour l'avenir, les paramètres climatiques de la commune estimés pour 2050 selon différents scénarios d'émission de gaz à effet de serre sont consultables sur un site dédié publié par Météo-France en novembre 2022.

### Paysages naturels et biodiversité
Plus de la moitié du territoire communal est recouverte de bois, privés ou domaniaux, dont certaines parcelles sont exploitées (chênaies, plantation de résineux). La céréaliculture occupe la presque totalité des terres cultivés, alors que la vigne a disparu et que l'élevage est en forte régression.
La ZNIEFF, de deuxième génération et de type 2, dite du « massif forestier de Loches », d'une superficie de 5 066 hectares s'étend sur 10 communes, dont Sennevières pour la partie nord-est de son territoire. Considérée comme l’un des massifs boisés les plus riches d’Indre-et-Loire, la forêt de Loches héberge de nombreuses espèces remarquables ; ce biotope est potentiellement menacé par une exploitation mal raisonnée du massif forestier ainsi que par la pratique des loisirs de plein air.

## Urbanisme

### Typologie
Au 1er janvier 2024, Ferrière-sur-Beaulieu est catégorisée commune rurale à habitat dispersé, selon la nouvelle grille communale de densité à sept niveaux définie par l'Insee en 2022.
Elle appartient à l'unité urbaine de Loches, une agglomération intra-départementale regroupant quatre  communes, dont elle est une commune de la banlieue,,. Par ailleurs la commune fait partie de l'aire d'attraction de Loches, dont elle est une commune de la couronne,. Cette aire, qui regroupe 23 communes, est catégorisée dans les aires de moins de 50 000 habitants,.

### Occupation des sols
L'occupation des sols de la commune, telle qu'elle ressort de la base de données européenne d’occupation biophysique des sols Corine Land Cover (CLC), est marquée par l'importance des forêts et milieux semi-naturels (62,8 % en 2018), une proportion sensiblement équivalente à celle de 1990 (62,9 %). La répartition détaillée en 2018 est la suivante : 
forêts (62,8 %), terres arables (26,8 %), zones agricoles hétérogènes (4,6 %), zones urbanisées (3,8 %), prairies (2 %). L'évolution de l’occupation des sols de la commune et de ses infrastructures peut être observée sur les différentes représentations cartographiques du territoire : la carte de Cassini (XVIIIe siècle), la carte d'état-major (1820-1866) et les cartes ou photos aériennes de l'IGN pour la période actuelle (1950 à aujourd'hui).

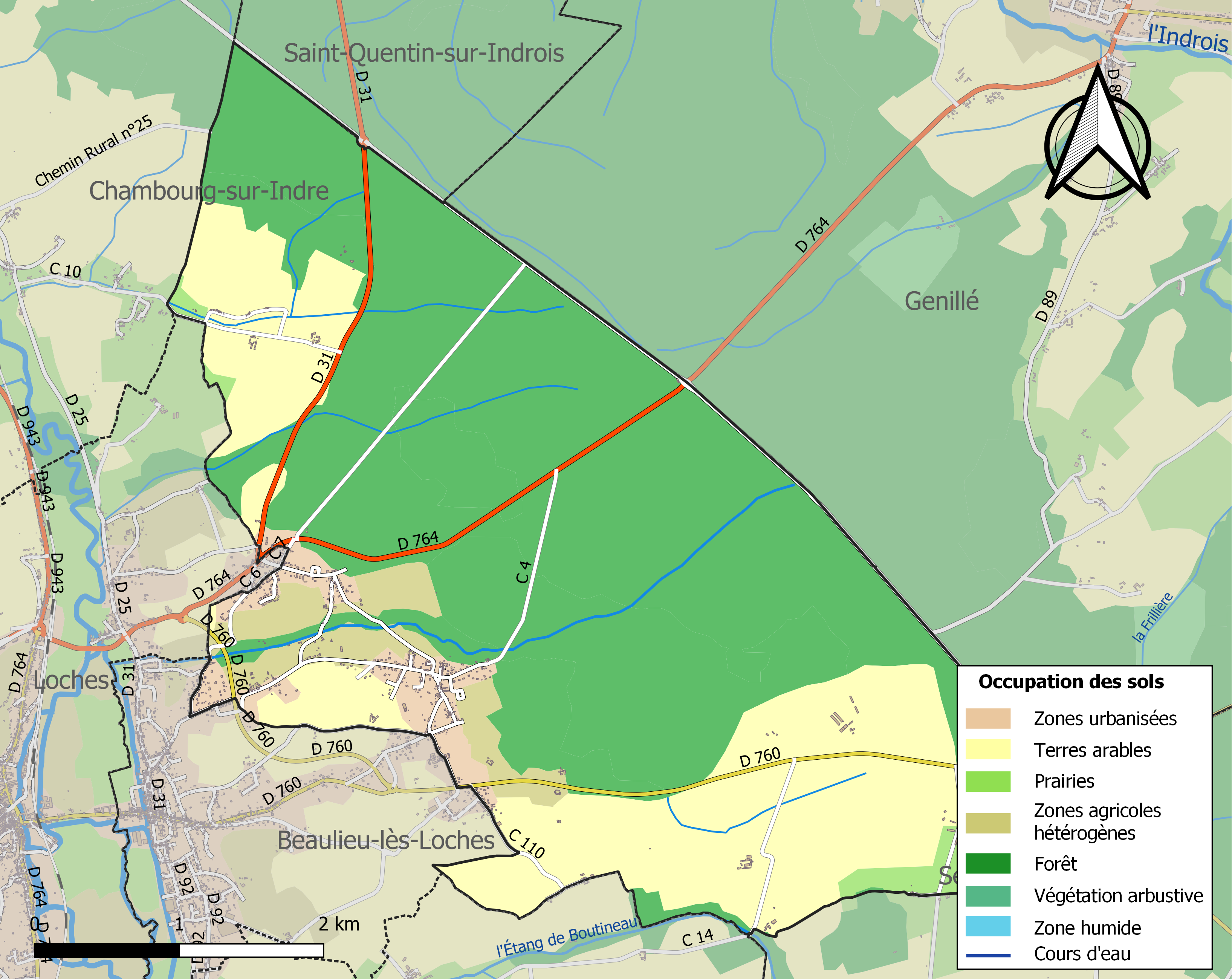
Carte des infrastructures et de l'occupation des sols de la commune en 2018 (CLC).

### Morphologie urbaine
Le bourg a une structure assez lâche, s'étendant largement le long de la D 355 qui le traverse d'ouest en est, grâce à la construction de lotissements dans le dernier quart du XXe siècle. Les écarts, peu nombreux, sont tous situés dans la partie non boisée de la commune ; les plus importants sont les Ées au nord (partagé avec Loches) et le Puits Bertin au sud (partagé avec Beaulieu-lès-Loches).

### Voies de communication et transports
La D 764 de Loches à Montrichard-Val-de-Cher, traverse la commune du sud-ouest au nord-est. La D 31 de Loches à Bléré dessert l'ouest du territoire. Au sud, la D 760 permet de gagner la D 9 qui rejoint Écueillé.
Aucune ligne de transports en commun ne dessert directement Ferrière-sur-Beaulieu, mais Loches (accès à plusieurs lignes du réseau régional Rémi et à la ligne du réseau TER Centre-Val de Loire de Tours-Loches) est à moins de 10 minutes de trajet automobile.

### Risques majeurs
Le territoire de la commune de Ferrière-sur-Beaulieu est vulnérable à différents aléas naturels : météorologiques (tempête, orage, neige, grand froid, canicule ou sécheresse), feux de forêts et séisme (sismicité faible). Un site publié par le BRGM permet d'évaluer simplement et rapidement les risques d'un bien localisé soit par son adresse soit par le numéro de sa parcelle.
Pour anticiper une remontée des risques de feux de forêt et de végétation vers le nord de la France en lien avec le dérèglement climatique, les services de l’État en région Centre-Val de Loire (DREAL, DRAAF, DDT) avec les SDIS ont réalisé en 2021 un atlas régional du risque de feux de forêt, permettant d’améliorer la connaissance sur les massifs les plus exposés. La commune, étant pour partie dans le massif de Loches, est classée au niveau de risque 4, sur une échelle qui en comporte quatre (1 étant le niveau maximal).

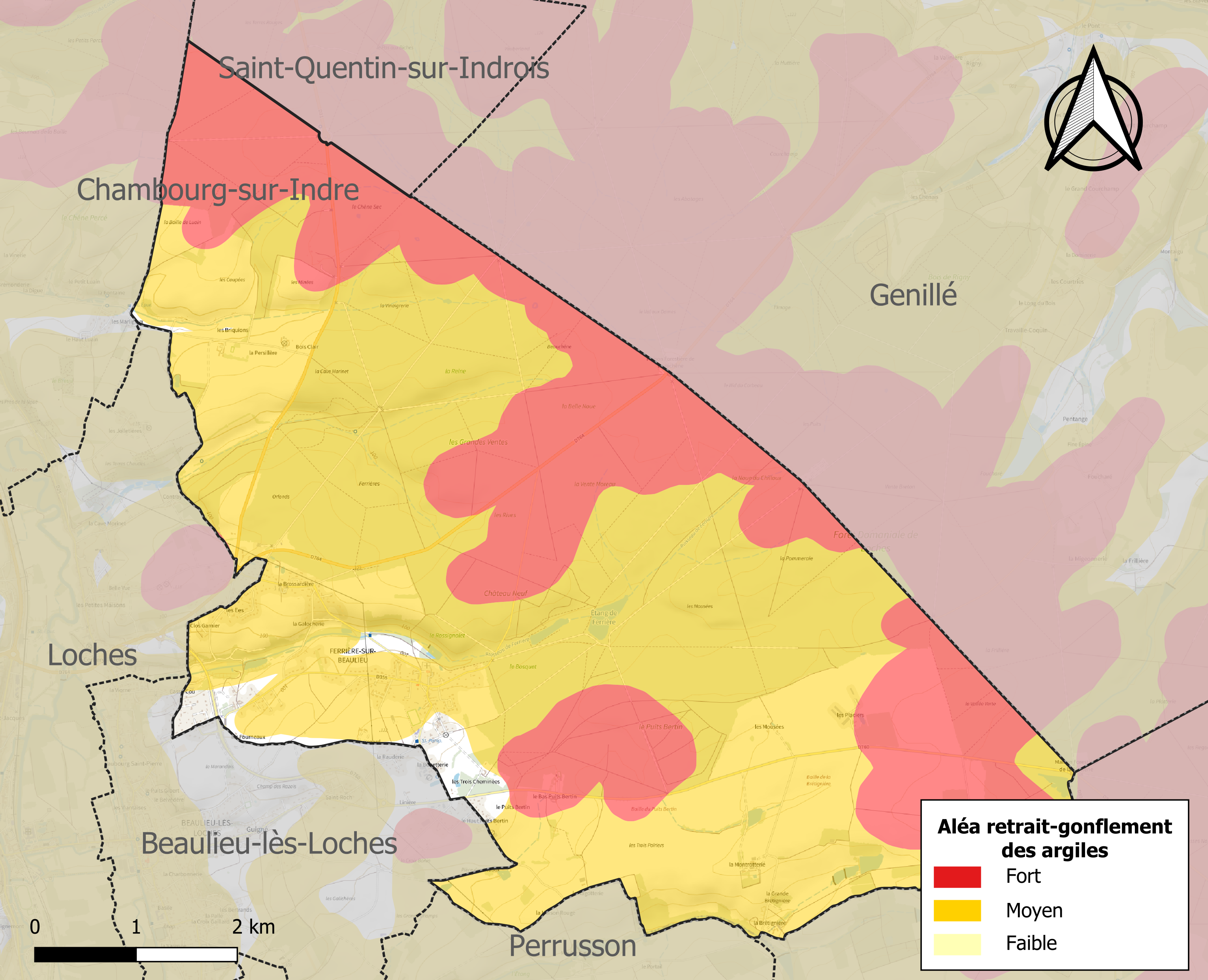
Carte des zones d'aléa retrait-gonflement des sols argileux de Ferrière-sur-Beaulieu.

Le retrait-gonflement des sols argileux est susceptible d'engendrer des dommages importants aux bâtiments en cas d’alternance de périodes de sécheresse et de pluie. 97,6 % de la superficie communale est en aléa moyen ou fort (90,2 % au niveau départemental et 48,5 % au niveau national). Sur les 332 bâtiments dénombrés sur la commune en 2019, 265 sont en aléa moyen ou fort, soit 80 %, à comparer aux 91 % au niveau départemental et 54 % au niveau national. Une cartographie de l'exposition du territoire national au retrait gonflement des sols argileux est disponible sur le site du BRGM,.
Concernant les mouvements de terrains, la commune a été reconnue en état de catastrophe naturelle au titre des dommages causés par la sécheresse en 2011 et par des mouvements de terrain en 1999.

## Toponymie
Le toponyme Ferraria(e) évoque des activités liées à l'extraction du minerai de fer ou à son travail. Le déterminant « sur-Beaulieu » précise la localisation et permet de prévenir toute confusion avec les autres paroisses portant le même nom ; il est mentionné dès le début du XIVe siècle dans un cartulaire de la chartreuse du Liget.

## Histoire
Les indices permettant de reconstituer une histoire de Ferrière-sur-Beaulieu avant le Moyen Âge sont minces et peu décisifs. Une hache polie néolithique témoigne de la présence humaine à cette époque, mais elle n'est pas fabriquée localement, et ses utilisateurs sont peut-être simplement de passage. Le toponyme « Ferrière » et des scories de forge retrouvées renvoient à des activités sidérurgiques qui peuvent être aussi bien protohistoriques que médiévales. Le cadastre napoléonien basé sur le plan cadastral communal de 1826 fait encore figurer, au nord-ouest du bourg, les ruines de la chapelle Sainte-Radegonde ou Sainte-Monégonde selon les sources. Les caractéristiques de cette chapelle incitent certains auteurs à penser qu'elle a pu être construite sur les fondations d'un fanum antique.
Un prieuré semble être fondé au début du XIIIe siècle par Dreux de Mello pour le compte de l'abbaye du Miseray (Heugnes), mais aucune source médiévale ne mentionne ce fait. Autour de ce prieuré et de son église se construit le bourg. La première mention de la paroisse apparaît dans les pouillés de Tours en 1290. Un autre prieuré, celui de Saint-Nicolas-du-Bois est fondé au Moyen Âge en forêt de Loches mais il est supprimé en 1759 et ses bâtiments détruits, à l'exception d'un pan de mur de la chapelle. Ce prieuré semble avoir été construit au niveau d'une motte castrale disparue, la « motte de Cornillé », au croisement de deux anciens chemins. Le logis du prieur, datant du XVe siècle, existe toujours au sud de l'église.
En 1889 est ouverte une ligne de chemin de fer, concédée à la compagnie de chemins de fer départementaux, qui relie Montrésor à Ligueil en passant par Ferrière-sur-Beaulieu et Loches. Elle ferme en 1949.
La Première Guerre mondiale fait 25 victimes dans les rangs des soldats ferriérois combattant en Allemagne, Belgique, France ou Serbie. Ferrière-sur-Beaulieu n'a jamais connu d'importantes fluctuations de sa population jusqu'aux années 1980 où sa proximité avec Loches la rend attractive pour de nombreuses personnes travaillant dans cette sous-préfecture.

## Politique et administration

### Liste des maires
| Période                                  | Période  | Identité       | Étiquette | Qualité                    |
| ---------------------------------------- | -------- | -------------- | --------- | -------------------------- |
| Les données manquantes sont à compléter. |          |                |           |                            |
| mars 2001                                | En cours | Gilbert Sabard | DVD       | Retraité Fonction publique |

### Politique environnementale
Dans son palmarès 2018, le Conseil National des Villes et Villages Fleuris de France a attribué deux fleurs à la commune au Concours des villes et villages fleuris.

## Population et société

### Démographie
Les habitants de Ferrière-sur-Beaulieu se nomment les « Ferriérois ».
L'évolution du nombre d'habitants est connue à travers les recensements de la population effectués dans la commune depuis 1793. Pour les communes de moins de 10 000 habitants, une enquête de recensement portant sur toute la population est réalisée tous les cinq ans, les populations de référence des années intermédiaires étant quant à elles estimées par interpolation ou extrapolation. Pour la commune, le premier recensement exhaustif entrant dans le cadre du nouveau dispositif a été réalisé en 2005.

En 2022, la commune comptait 707 habitants, en évolution de −4,07 % par rapport à 2016 (Indre-et-Loire : +1,67 %, France hors Mayotte : +2,11 %).
| 1793 | 1800 | 1806 | 1821 | 1831 | 1836 | 1841 | 1846 | 1851 |
| ---- | ---- | ---- | ---- | ---- | ---- | ---- | ---- | ---- |
| 222  | 297  | 243  | 242  | 258  | 296  | 280  | 273  | 276  |

| 1856 | 1861 | 1866 | 1872 | 1876 | 1881 | 1886 | 1891 | 1896 |
| ---- | ---- | ---- | ---- | ---- | ---- | ---- | ---- | ---- |
| 301  | 272  | 295  | 291  | 286  | 286  | 314  | 329  | 336  |

| 1901 | 1906 | 1911 | 1921 | 1926 | 1931 | 1936 | 1946 | 1954 |
| ---- | ---- | ---- | ---- | ---- | ---- | ---- | ---- | ---- |
| 285  | 268  | 259  | 249  | 225  | 221  | 251  | 279  | 246  |

| 1962 | 1968 | 1975 | 1982 | 1990 | 1999 | 2005 | 2006 | 2010 |
| ---- | ---- | ---- | ---- | ---- | ---- | ---- | ---- | ---- |
| 246  | 239  | 278  | 365  | 475  | 563  | 602  | 611  | 735  |

| 2015 | 2020 | 2022 | - | - | - | - | - | - |
| ---- | ---- | ---- | - | - | - | - | - | - |
| 738  | 707  | 707  | - | - | - | - | - | - |

### Enseignement
Un regroupement pédagogique intercommunal rassemble Beaulieu-lès-Loches et Ferrière-sur-Beaulieu. Dans ce cadre, Ferrière accueille une école élémentaire.
La carte scolaire départementale prévoit que le cycle d'études secondaires pour les enfants de Ferrière-sur-Beaulieu se déroule dans le collège Georges-Besse et le lycée Alfred-de-Vigny de Loches.

### Santé et services d'urgence
Aucun médecin n'est installé à Ferrière-sur-Beaulieu ; les médecins généralistes les plus proches exercent à Beaulieu-lès-Loches. L'hôpital le plus proche est le centre hospitalier des Rives de l'Indre à Loches.

## Économie
Le tableau ci-dessous détaille le nombre d'entreprises implantées à Ferrière-sur-Beaulieu selon leur secteur d'activité et le nombre de leurs salariés :
|                                                              | Total | %     | 0 salarié | 1 à 9 salariés | 10 à 19 salariés | 20 à 49 salariés | 50 salariés ou plus |
| ------------------------------------------------------------ | ----- | ----- | --------- | -------------- | ---------------- | ---------------- | ------------------- |
| Ensemble                                                     | 47    | 100,0 | 32        | 14             | 1                | 0                | 0                   |
| Agriculture, sylviculture et pêche                           | 8     | 17    | 7         | 1              | 0                | 0                | 0                   |
| Industrie                                                    | 1     | 2,1   | 1         | 0              | 0                | 0                | 0                   |
| Construction                                                 | 8     | 17    | 6         | 2              | 0                | 0                | 0                   |
| Commerce, transports, services divers                        | 24    | 51,1  | 15        | 9              | 0                | 0                | 0                   |
| dont commerce et réparation automobile                       | 7     | 14,9  | 6         | 1              | 0                | 0                | 0                   |
| Administration publique, enseignement, santé, action sociale | 6     | 12,8  | 3         | 2              | 1                | 0                | 0                   |
| Champ : ensemble des activités.                              |       |       |           |                |                  |                  |                     |

## Culture locale et patrimoine

### Lieux et monuments

#### Monuments historiques
L'église Notre-Dame, dite « Saint-Gilles », construite au XIe siècle, surélevée au XIIe siècle et reprise au siècle suivant est inscrite au titre des monuments historiques en 1952.
Le long de la route Georges-d'Amboise qui sert de limite communale dans la forêt de Loches, se trouvent trois monuments en forme de pyramide élancée construits pour servir de rendez-vous de chasse, les pyramides de Saint-Quentin, de Genillé et de Montaigu.
Une armoire en bois sculpté, du XVIIe siècle, inscrite comme objet protégé dans la base Palissy, est conservée à la mairie.

#### Autres éléments remarquables du patrimoine bâti
Le logis du prieur, du XVe siècle, flanqué d'une tour d'escalier pentagonale est l"unique vestige du prieuré fondé dans le bourg au XIIIe siècle. Les bâtiments sont saisis et vendu comme bien national le 30 juin 1796. En 1947, les propriétaires, qui viennent d'en hériter, revendent le prieuré à la commune de Ferrière-sur-Beaulieu qui y aménage une salle de classe et une cantine scolaire.
Le château de Beauregard est un ensemble dont l'une des dépendances est datée du XVIIe siècle. Le logis principal est surtout remarquable par sa porte flanquée de pilastres doriques. C'est à Beauregard que naît Moreau de Beauregard, abbé de Beaulieu-lès-Loches de 1442 à 1458.
La maison de maître et la ferme de la Persillère forment sont deux propriétés distinctes faisant à l'origine partie d'un même domaine. La maison de maître, peut-être du XVIIe siècle, est un bâtiment sans étage qui s'ouvre par une porte encadrée de colonnes ioniques. Les dépendances, qui constituent la ferme, semblent avoir été construites au XVIIIe siècle mais des vestiges de douves accuseraient un âge beaucoup plus.
La ferme du Puits-Bertin est une longère dont la partie la plus ancienne date de la seconde moitié du XVe siècle, mais elle est remaniée et agrandie jusqu'au XIXe siècle, des ajouts importants ayant lieu au début du XVIIIe siècle. Une grange dont les portes sont d'origine complète cet ensemble, qui était certainement un domaine où l'on produisait du chanvre.
La fontaine d'Orfonds, en forêt de Loches, est réputée pour avoir alimenté l'aqueduc de Contray, monument antique dont la pile la plus orientale de celles qui subsistent se trouve sur la commune de Ferrière. À proximité de cette source se trouvent les ruines d'un bâtiment appelé « caves de Charles VII », dont la tradition fait un rendez-vous de chasse fréquenté par ce roi.

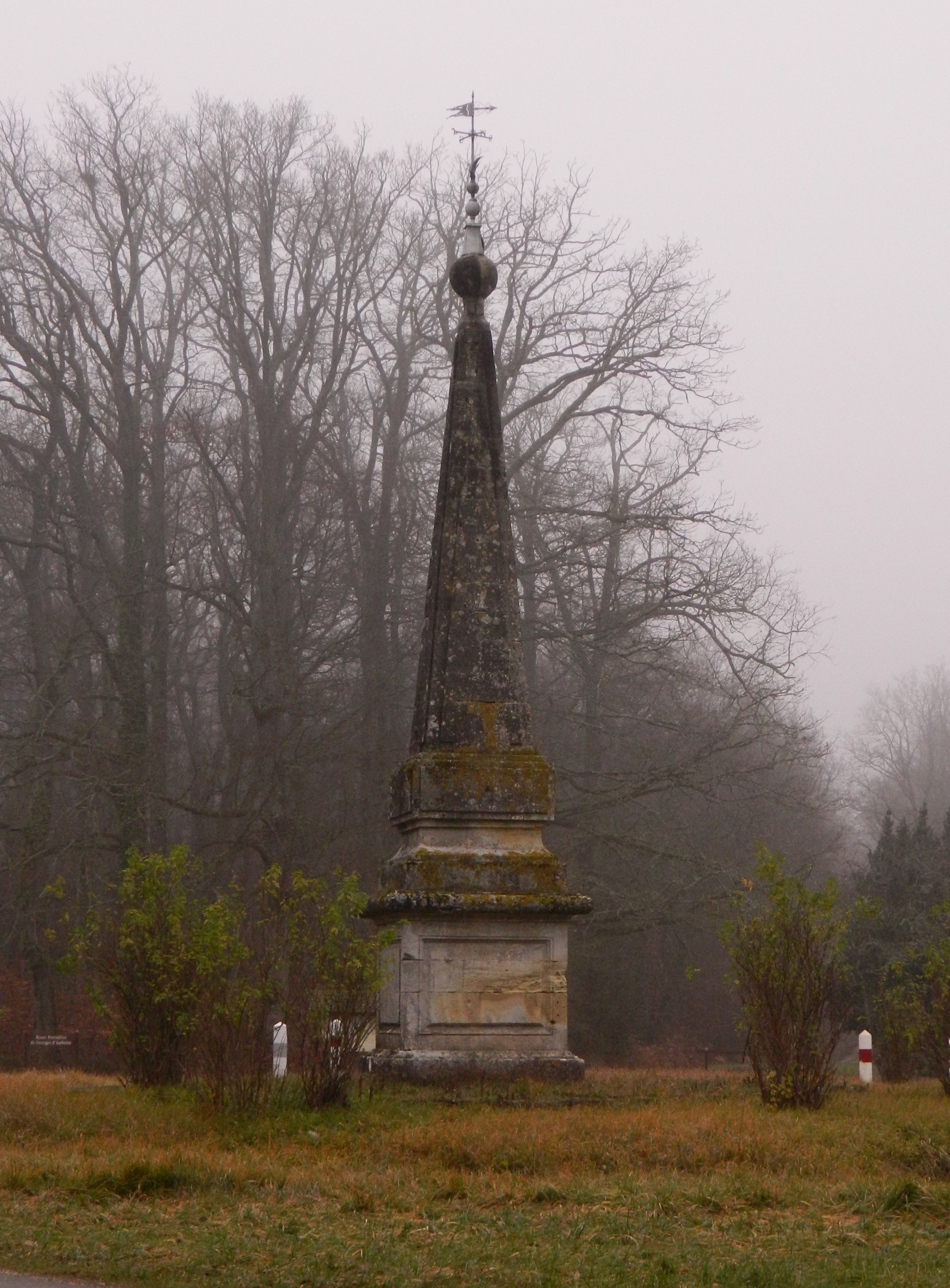
Pyramide de Genillé.
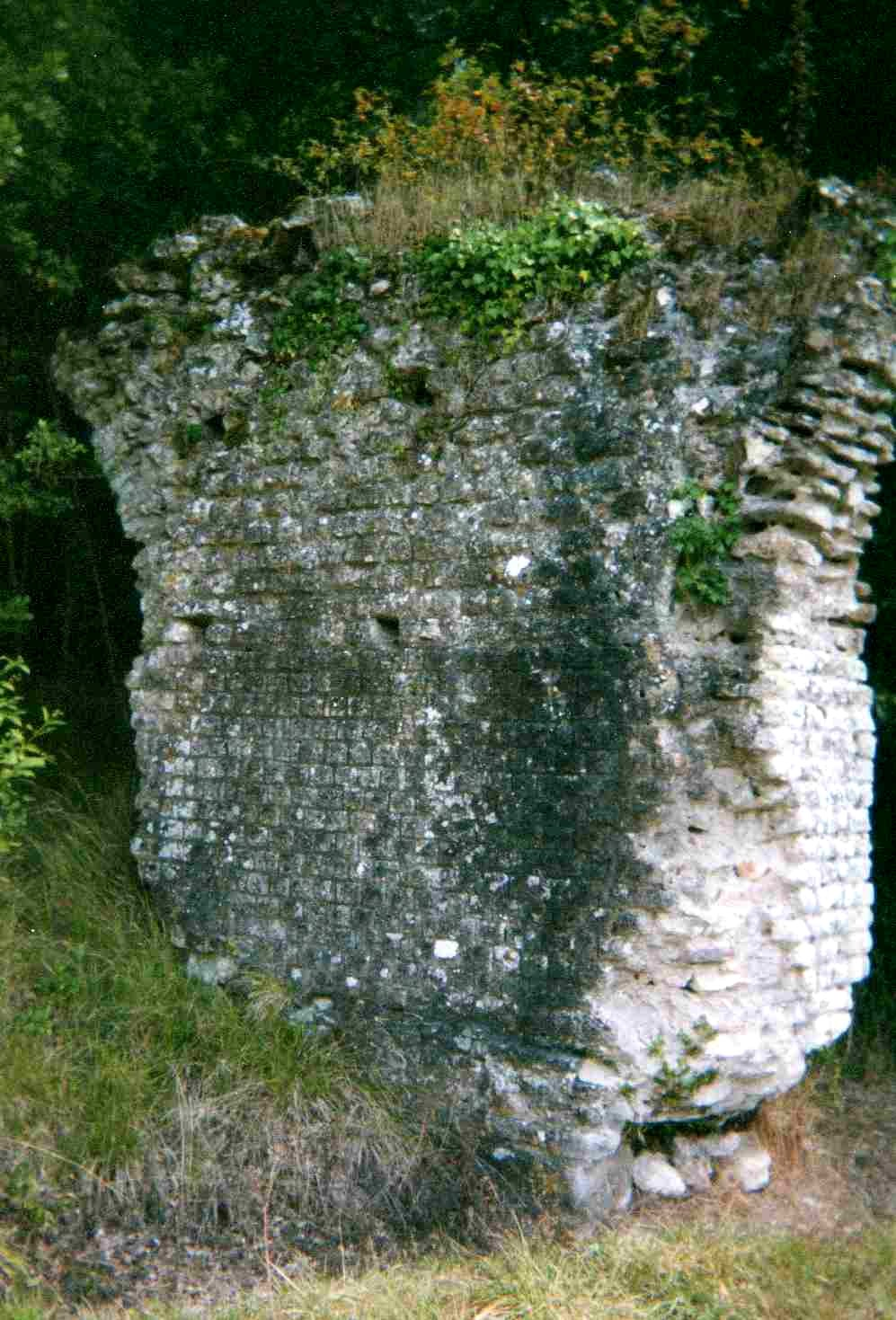
Pile orientale de l'aqueduc de Contray.
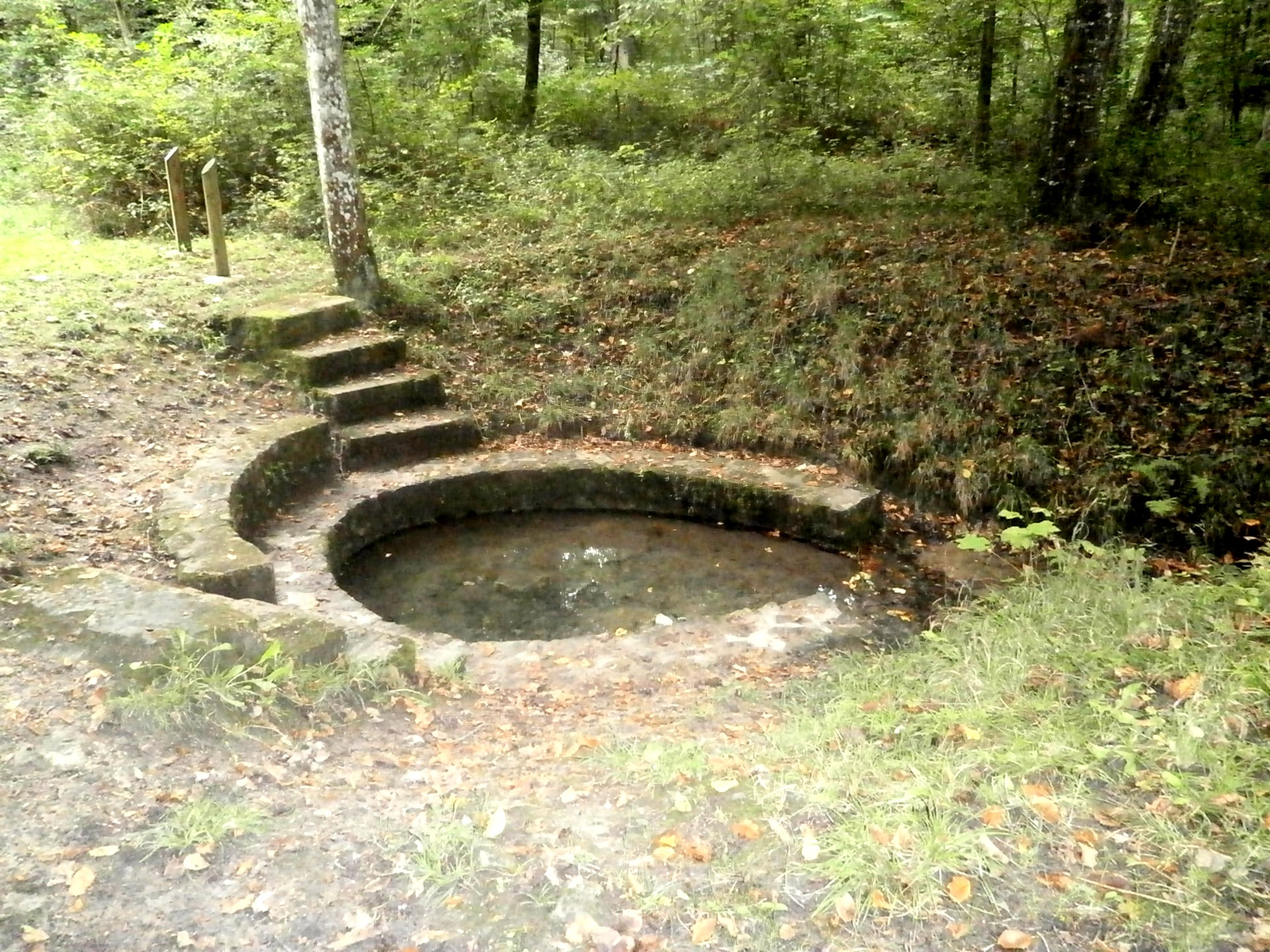
Fontaine d'Orfonds.

### Patrimoine gastronomique
La commune se trouve dans l'aire géographique et dans la zone de production du lait, de fabrication et d'affinage du fromage Valençay.

### Personnalités liées à la commune
Guillaume Moreau de Beauregard, qui devient abbé l'abbaye de la Sainte-Trinité de Beaulieu-lès-Loches sous le nom de Guillaume III du 19 juin 1442 à sa mort survenue le 28 août 1458, naît à Ferrière dans le dernier quart du XIVe siècle.

### Héraldique
| Blason de Ferrière-sur-Beaulieu | Les armes de Ferrière-sur-Beaulieu se blasonnent ainsi : De gueules à un fer de lance d'argent, le fût de sable brisé, au chef aussi d'argent chargé d'une croisette ancrée du champ. |